# Tesla Roadster (deuxième génération)
Cet article concerne la deuxième génération du Tesla Roadster. Pour la première génération, voir Tesla Roadster (première génération). Pour la voiture lancée dans l'espace, voir Tesla Roadster (engin spatial).
La Tesla Roadster II (2e génération) est un concept car de voiture de sport GT 2+2 électrique (et version hybride SpaceX à propulseurs à gaz froid) du constructeur automobile américain Tesla, présentée en 2017 au siège de SpaceX à Hawthorne en Californie.

## Histoire
Elon Musk dévoile le 16 novembre 2017 cette seconde génération de sa Tesla Roadster I de 2008, en même temps que son Tesla Semi (un tracteur routier de semi-remorque électrique), avec une première annonce de commercialisation en série pour 2020, date finalement depuis régulièrement repoussée,.

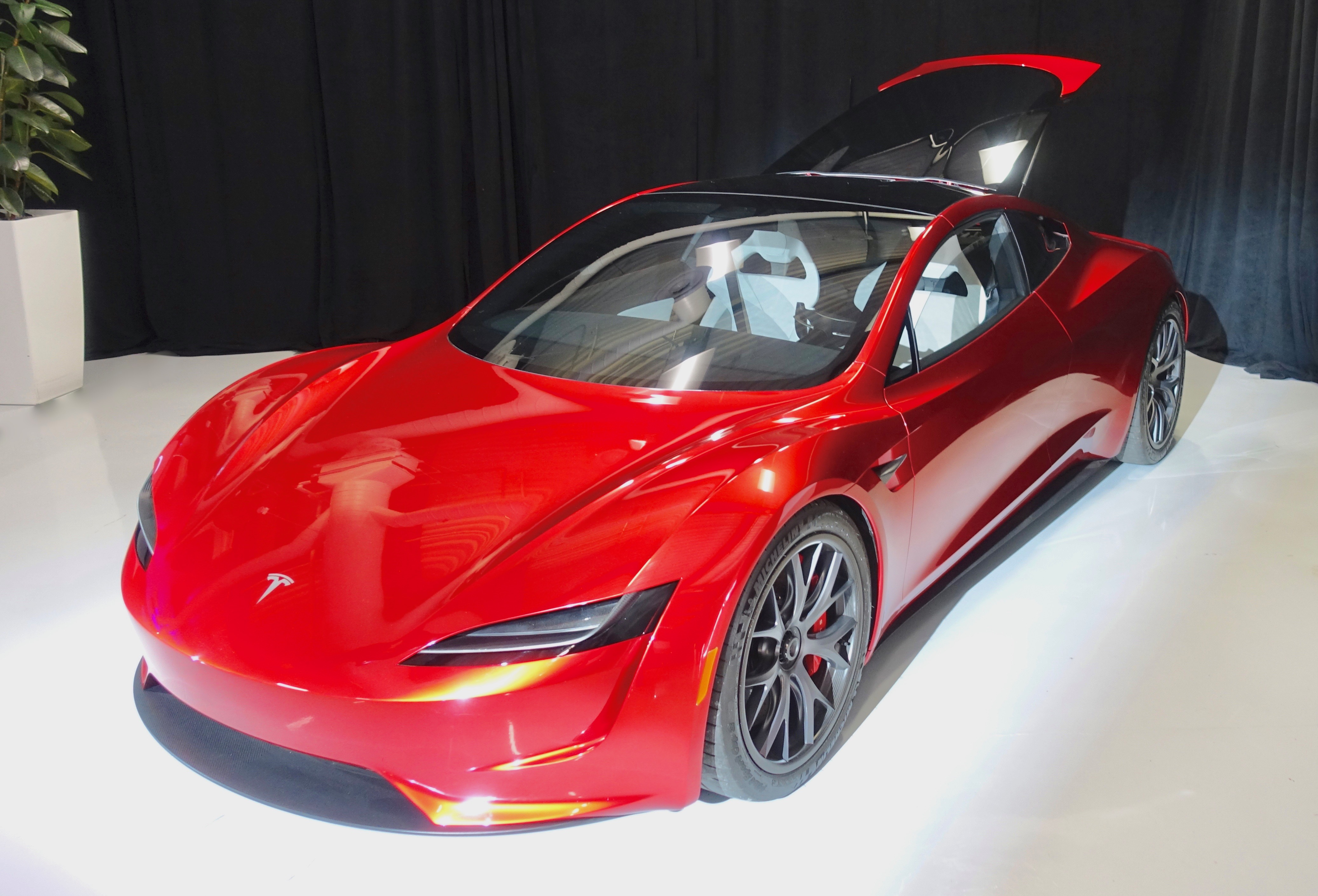
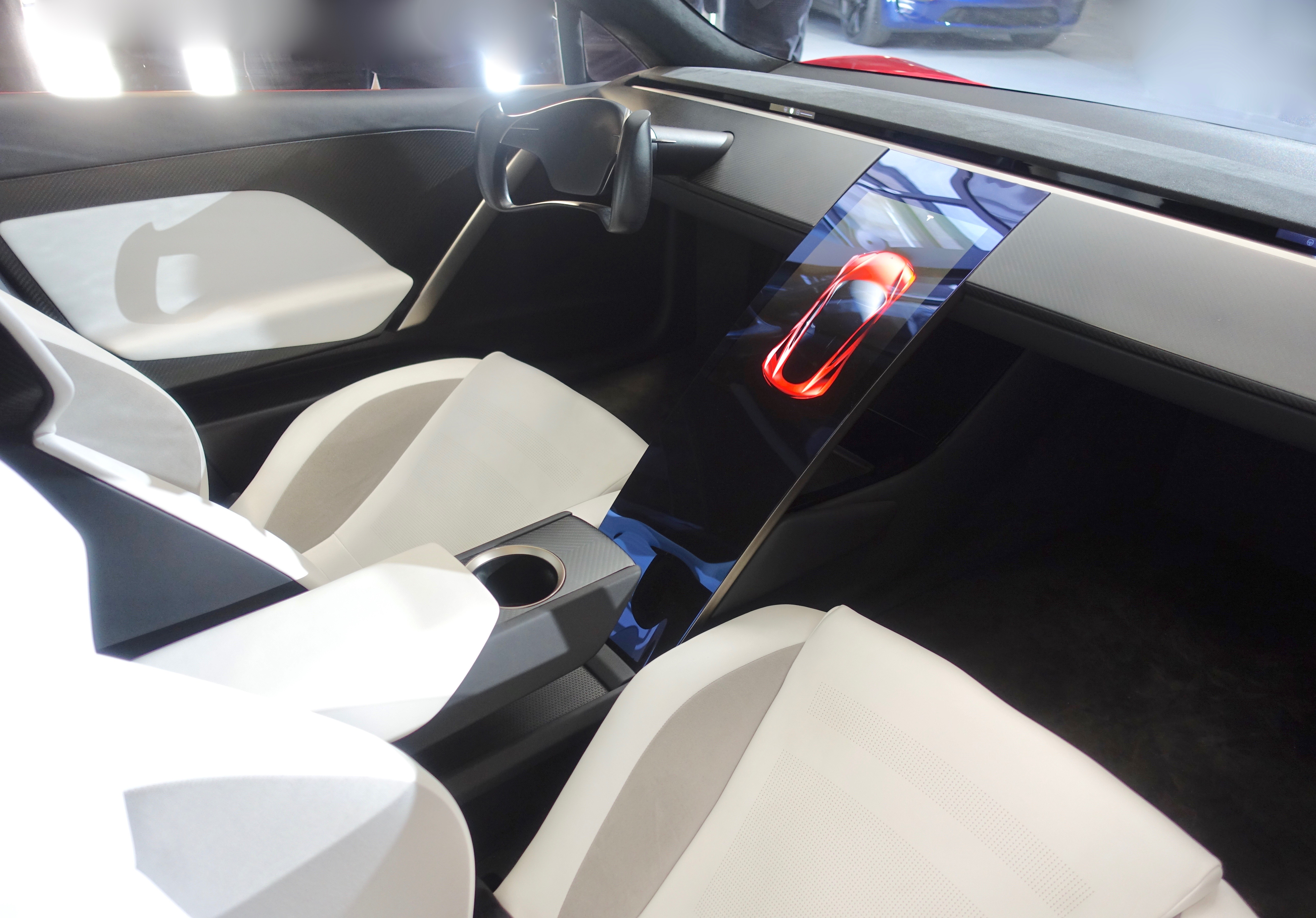
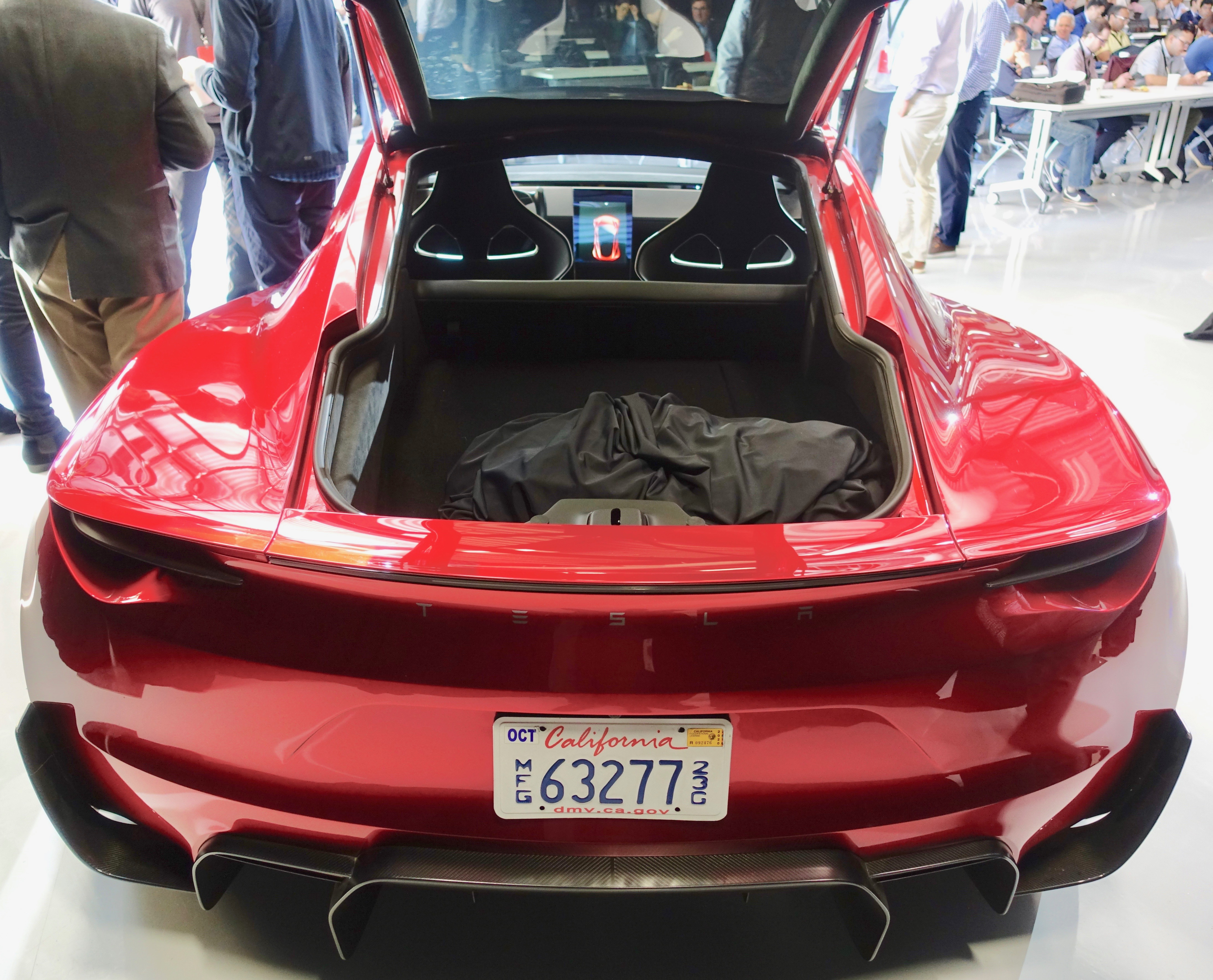

Ce concept car est présenté comme la supercar de série la plus rapide au monde, avec une accélération de 0 à 100 km/h en 1,9 s, pour une vitesse de pointe de plus de 400 km/h (plus de 250 mph) et une autonomie annoncée de 1 000 km grâce à une batterie de 200 kWh .
Les précommandes de ce modèle ont commencé à sa présentation en 2017, au prix d'environ 200 000 $, avec un premier acompte de 50 000 $ pour les 1 000 premiers véhicules « Founders Edition » produits.

## Caractéristiques
Le design de cette supercar GT 2+2, de style Targa fastback (avec toit hardtop en verre panoramique escamotable) est créé par le chef-designer Tesla Franz von Holzhausen, inspiré en particulier de ses précédentes Mazda RX-8 (2003), Tesla Roadster I (2008), Tesla Model S (2012), et Tesla Cybercab (2024), ou encore de l'Aston Martin DB10 (2015) de James Bond 007.
Sa transmission intégrale est assurée par trois moteurs électriques (un avant et deux arrière) avec une accélération record annoncée de 0 à 60 mph (0 à 100 km/H) en 1,9 s (contre 1,1 s en version hybride « SpaceX » avec 10 propulseurs à gaz froid de fusée Falcon 9), un 400 m départ-arrêté en 8,8 s, une vitesse de pointe annoncée de plus de 400 km/h (plus de 250 mph), et une autonomie record de près de 1 000 km grâce à un accumulateur lithium-ion de nouvelle génération de 200 kWh.